# Breg ob Bistrici
Breg ob Bistrici – wieś w Słowenii, w gminie Tržič. W 2018 roku liczyła 71 mieszkańców.